# The Club Remixes
The Club Remixes este un album de remixe al formației americane de pop rock, Selena Gomez & the Scene. Albumul a fost lansat pe data de 4 ianuarie 2011 prin Hollywood Records.

## Track listing
| Nr. | Titlu                                                | Autor(i)                                                           | Producător             | Lungime |  |
| 1.  | „A Year Without Rain” (Dave Audé Club Remix)         | Lindy Robbins Toby Gad                                             | Toby Gad Dave Audé     | 8:27    |  |
| 2.  | „A Year Without Rain” (EK's Future Classic Club Mix) | Robbins Gad                                                        | Gad Simon EK's         | 7:23    |  |
| 3.  | „Round & Round” (Dave Audé Club Remix)               | Kevin Rudolf Andrew Bolooki Fefe Dobson Jeff Halavacs Jacob Kasher | Kevin Rudolf Dave Audé | 6:23    |  |
| 4.  | „Naturally” (Dave Audé Club Remix)                   | Antonina Armato Tim James Devrím Karaoglu                          | Rock Mafia Dave Audé   | 7:43    |  |
| 5.  | „A Year Without Rain” (The Alias Club Remix)         | Robbins Gad                                                        | Gad The Alias          | 6:25    |  |